# Tuin De Walque
Tuin De Walque  is een groene verborgen ingesloten tuin in Leuven, die initieel behoorde tot het "herenhuis Dewalque", Bogaardenstraat nummer 97, met een 19de-eeuws koetshuis (inmiddels gesloopt). De tuin werd door de stad heringericht en sinds half 2000 opengesteld als openbaar buurtparkje, beplant en beboomd, met wandelpaden en onder meer peuter- en vlindertuin. De "Tuin De Walque" is toegankelijk via Arnould Nobelstraat nr. 11 en staat in verbinding met de Straatjesgang.
De Straatjesgang werd aangelegd door de hovenier P. Smaelen en is tot stand gekomen in 2 fasen. In 1863 werden de 5 huisjes opgetrokken en in 1868 nog 11 huisjes. In de Straatjesgang werd in 1979-1980 naar aanleiding van een saneringsplan een aantal panden afgebroken en vervangen door nieuwbouw en renovatie van de resterende panden. De 11 arbeiderswoningen uit 1868 die jarenlang hebben leeggestaan, zijn erkend erfgoed. 
In 2019 werden de arbeiderswoningen aan de Straatjesgang gerenoveerd en omgebouwd tot werkruimte voor de Leuvense straatvegers. In het gebouw is er ook een ruimte voor vergaderingen en feestjes voor buurtbewoners en andere Leuvenaars. Het gebouw is met aandacht voor duurzaamheid gerenoveerd. Het verluchtingssysteem recupereert warmte en koude uit de afgevoerde lucht, er is een zonneboiler en de verlichting werkt met bewegingssensoren. De Leuvenaars kunnen de refter met keuken op de eerste verdieping in het weekend huren voor bijvoorbeeld een familiefeestje, een burendrink of een vergadering. 
Tuin De Walque kreeg nieuwe speeltoestellen en is een buurtplek voor Leuvenaars om elkaar te ontmoeten en voor kinderen om te ravotten. De tuin is een natuurlijker speelplek geworden. In de plaats kwam een grote zandbak met een brede glijbaan, een vogelnestschommel, wilgenhutten, een grote klimcombinatie, een kampenbouwplek en ook het basketbalveld werd vernieuwd. Er kwamen nieuwe banken en picknicktafels aan een centraal ontmoetingspleintje.
In 2021 is "Walque in the park" een buur van de "Straatjesgang" en de "Tuin De Walque".